# Abadía de Reichenau
La abadía de Reichenau (en latín: Monasterium Augiensis; en alemán: Kloster Reichenau) o monasterio Mittelzell fue un monasterio benedictino en Mittelzell, en la isla de Reichenau (conocida en latín como Augia Dives), una pequeña isla en el Untersee, en la zona del lago de Constanza, hoy en el estado alemán de Baden-Wurtemberg. Fue fundada en 724 por el itinerante san Pirmino, de quien se dice que había huido de España ante la invasión mora, con patrones como Carlos Martel y, más localmente, del conde Berthold de Ahalolfinger y al duque alamán Santfrid I (Nebi). El conflicto de Pirmino con Santfrid I acabó en su salida de Reichenau en 727. Desde 1540 perdió la Inmediación imperial y pasó a depender del priorato del obispo de Constanza. Fue uno de los monasterios más importantes del período carolingio, junto con St. Gallen y Fulda, que estuvieron en estrecho contacto intelectual con Reichenau. El monasterio se disolvió en 1757 y los últimos monjes abandonaron la isla en 1803. Desde 2001, después de 250 años, una pequeña comunidad de benedictinos ha vuelto a vivir en la isla.. Hoy el ayuntamiento del municipio de Reichenau se encuentra en el edificio del monasterio.
El complejo benedictino de Reichenau está formado por tres iglesias con más de mil años de antigüedad, que fue nombrado Patrimonio Cultural de la Humanidad por la UNESCO en el año 2000. Algunos de los códices conservados en varias bibliotecas de Europa procedentes del monasterio e integrantes de la Escuela de pintura de Reichenau han sido incluidos en el Programa Memoria del Mundo de la UNESCO en 2003.
La iglesia abacial se distingue por contar con un westwerk o «macizo occidental» en la parte occidental y por puertas anexas divididas en una estructura tripartita marcada con bandas lombardas. El estilo arquitectónico se corresponde con la arquitectura otoniana de las zonas septentrionales.

## Historia

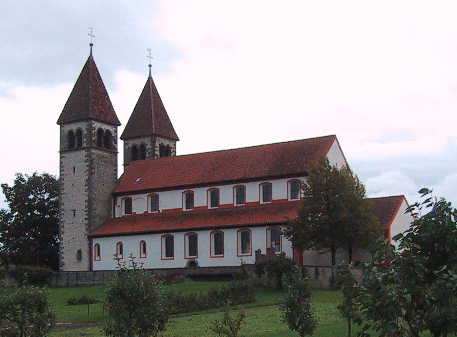
Basílica de san Pedro y san Pablo de Niederzell

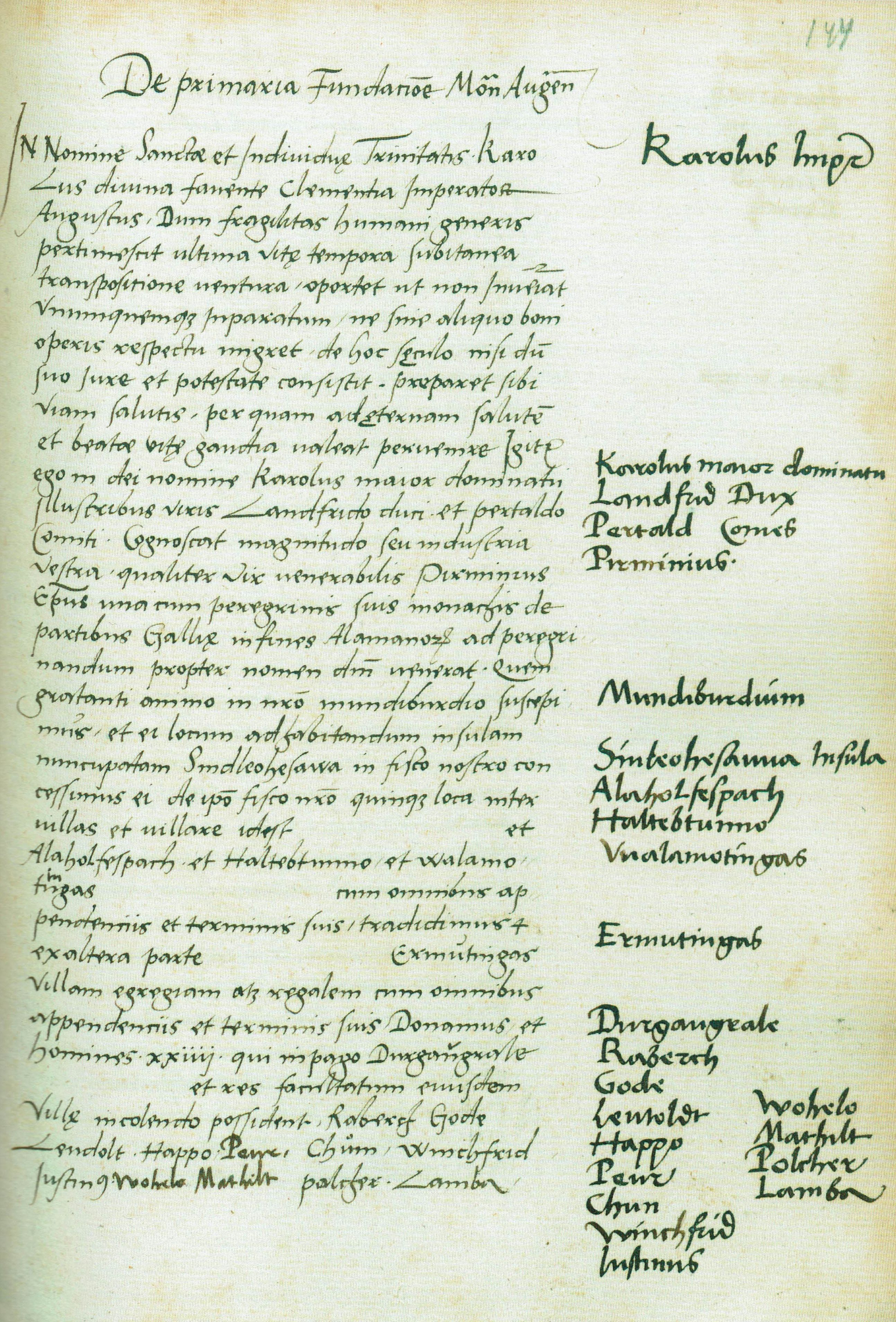
Acta de fundación de la Abadía de Reichenau

El monasterio fue fundado en el año 724 por el misionero y obispo católico benedictino san Pirmino de Reichneau (ca. 660-670; ca. 753), con el apoyo de los reyes carolingios, en un pueblo pagano que, tras la construcción del monasterio, se convirtió en un centro intelectual, cuna de importantes obras literarias que fueron de gran influencia en el reino franco.
La primera construcción del monasterio data de finales del siglo VIII. Más tarde en el siglo IX bajo la dirección de Waldo de Reichneau, amigo personal de Carlomagno, obispo de Basilea y abad del monasterio entre los años 786 y 806, fundó la escuela de Reichenau donde Godescalco de Orbais —en latín Godescalc, Gotteschalchus— siguió las enseñanzas del maestro Talon o Tatton, monje erudito en conocimiento y virtud, que ocupó el cargo de moderador de la escuela de Reichenau.
El sucesor de Waldo de Reichneau, Heito —nombrado obispo de Basilea en el año 802—, abandonado en el monasterio a los cinco años, fue abad del mismo entre 806 y 823. A su regreso de Constantinopla, inició la construcción de una basílica en la Abadía de Reichenau completada en el año 816 y que pudo haber sido consagrada por él. En el año 888 el emperador carolingio Carlos III el Gordo fue enterrado en la iglesia del monasterio.
El segundo gran periodo de florecimiento de la abadía de Reichenau data de la época de los reyes otonianos, en torno al año 1000, con los llamados obispos «dorados», Witigowo abad desde 985 hasta 997; Immon (1006-1008) y Bernon (1008-1048). Durante este periodo, el monasterio fue una célebre escuela de escritura que reunió a los diferentes iluminadores alemanes de miniaturas de manuscritos de los siglos X y XI del renacimiento otoniano, como el  Salterio de Gertrudis  —también conocido como Psalterium Egberti o Codex Gertrudianus—, los evangeliarios de Munich y Bamberg; así como los frescos de la iglesia de San Jorge o la historiografía del célebre cronista Herman de Reichenau († 1054), apodado Hermannus Contractus. Albergó durante este periodo una de las bibliotecas más importantes de Europa. La última época de esplendor de la abadía tuvo lugar durante el gobierno del abad Diethelm de Krenklingen (1169-1206). Además de la dedicación a las miniaturas, los monjes trabajaron la orfebrería; entre las creaciones destaca la Corona Imperial conservada en Viena.
Durante la Baja Edad Media, el monasterio sufrió una rápida decadencia a pesar de las diferentes tentativas de reforma. En el año 1402, tan solo permanecían en el mismo dos monjes.
Durante el siglo XV el ideal monástico benedictino recuperó su esplendor y la basílica de Mittelzell fue ampliada con un coro del gótico tardío; el cronista Gallus Oehem escribió la historia del monasterio.
En 1540, Markus de Knöringen renunció a dirigir la abadía y se retiró a la sede episcopal de Constanza. Reichenau entonces no era más que un despacho de administración con doce monjes. La comunidad espiritual finalizó con la disolución del monasterio en 1803 a consecuencia de las leyes de secularización.
Una nueva comunidad benedictina se trasladó al monasterio en 2001, a los que se les unieron dos monjas benedictinas para afrontar una etapa de la abadía.

## Leyenda
La isla de Reichenau perteneció a un noble llamado Sintlas que vivía en el castillo de Sandeck, en el actual municipio de Salenstein, frente al lado suizo. La isla era conocida en origen como Sintlas-Au o Sindleozesauua en relación con el nombre de su propietario.
Cuando Pirminio de Richneau llegó a Untersee en el año 724, Sintlas solicitó la construcción de una capilla en la región. El lugar que escogió fue la isla de Reichenau. La isla estaba cubierta de un bosque virgen poblado con serpientes, sapos e insectos.
Pirminio obró varios milagros en la isla, hizo manar una fuente en cada lugar donde había pisado. Las alimañas huyeron a los tres días nadando por las aguas del lago. Así, Pirminio juntos otros monjes que le acompañaban, lograron despejar la isla y fundaron en ella el primer monasterio.

## Cultura
El monasterio fue uno de los centros culturales y científicos más importante de los reinos carolingio y otoniano de la Alta Edad Media.
El monasterio de Reichenau fue la residencia del abad Walafrido Strabo, autor de Visio Wettini, del año 824 y de la primera labor de botánica, Las Curas de los jardines (Liber de cultura hortorum) escrita en 827.
El más importante e influyente de los abades de Reichenbau fue Hatto II —Hatto de Maguncia—,que dirigió el monasterio desde el año 888 al 893. Nombrado arzobispo de Maguncia en 891, fue canciller y consejero del rey Arnulfo de Carintia. El abad acompañó a Roma al rey Arnulfo en su coronación como emperador por el papa Formoso en el año 895, recibiendo de manos del papa las reliquias del santo San Jorge, origen de la iglesia de la abadía del mismo nombre.
Tras el óbito de Arnulfo de Carintia en el año 899, Hatto II fue nombrado regente del heredero Luis IV de Alemania —Luis el Niño—, que falleció en 911 con dieciocho años. Le sucedió como rey de la Francia oriental, Conrado I de Alemania, un sobrino de Arnulfo.

## Fiestas
Los habitantes de Reichenau celebran fiestas tradicionales, como la de la Santa Sangre, datada entre el año 923 y 925, festividad en la que se sacan en procesión el lunes después del Domingo de Trinidad varias reliquias y un busto de Cristo. La reliquia procesionada contendría la santa sangre del Gólgota, fragmentos de la Cruz de Cristo y un fragmento de tela de seda ensangrentado. El conjunto se conserva en un relicario de estilo barroco realizado por el orfebre local Franz Andreas Wech en el año 1746.

## Manuscritos relacionados con Reichenau
- Codex Egberti
- Psautier de Egbert
- Libro de perícopas de Enrique II
- Evangeliario de Oton III
- Evangeliario de Reichenau o Evangelio de la Catedral de Bamberg